# 9907 오일레우스

9907 오일레우스의 궤도

9907 오일레우스(9907 Oleores)는 목성의 트로이군 소행성이다. 그리스 신화에 나오는 작은 아이아스의 아버지인 오일레우스에서 이름을 따왔다.